# 한스 아이젠크

한스 아이젠크(Hans Jurgen Eysenck,1916년 3월 4일 – 1997년 9월 4일)는 독일계 영국인 심리학자다. 나치에 반대해 영국으로 이민가 심리학자가 되었다.

## EPQ
한스 아이젠크(Hans Eysenck)의 이론은 주로 생리학과 유전학에 기초한다. 그는 배운 습관을 매우 중요하게 생각하는 행동주의자지만 성격 차이는 유전적 정보에 의해 결정된다고 믿었다. 따라서 그는 주로 기질에 관심을 두었다. 그는 아이젠크 성격 검사(Eysenck Personality Questionnaire ,EPQ) 및 기질 기반 이론을 고안할 때 한스 아이젠크(Hans Eysenck)는 성격의 일부 측면이 학습될 가능성을 배제하지 않았다. 그러나 이후 이것에 대한 고려는 다른 연구자들에게 맡겨졌다.

## 같이 보기
- 특성 이론